# Ча (буква старомонгольского алфавита)

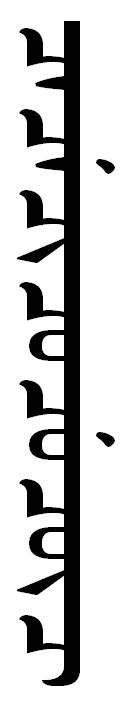
Чачэцичочучууч

Хэргэни ча — буква маньчжурской и старомонгольской письменности, глухая постальвеолярная аффриката [tʃ]. При сложении с гласной «И» и дифтонгами «Я», «Е», «Ё», «Ю» читается как «Ц». Слог «Чи» пишется с фукой (кружком) и выделен в группу знаков тулэрги хэргэнь.

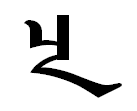
Ча
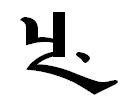
Чэ
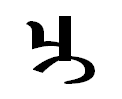
Ци

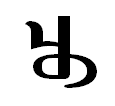
Чо
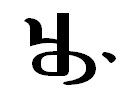
Чу
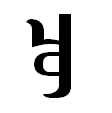
Чуу